# Kotrč Němcův
Kotrč Němcův (Sparassis nemecii) je jedlá chorošovitá houba keříčkovitého vzhledu, která parazituje převážně na kořenech jedle.

## Popis
Plodnice kulovitého, keříčkovitého tvaru, lupínky bělavé, ne tak zkadeřené jako u kotrče kadeřavého, spíše ploché. Za čerstva jsou jednotlivé lupínky na okraji o nějaký tón bělejší než na ploše lupínků. Roste především u jedlí, vzácněji u smrku nebo modřínu. V Červeném seznamu ohrožených makromycetů České republiky (2006) je tento druh uveden v kategorii EN (= endangered), neboli ohrožený druh.
V literatuře existuje ještě kotrč štěrbákový Sparassis brevipes/laminosa, někteří mykologové jej ztotožňují s kotrčem Němcovým pro podobnost plochých lupínků (barevně by měl být spíše jako k. kadeřavý), jiní jej uznávají jako samostatný druh, vázaný na duby.

## Výskyt
Kotrč Němcův lze nalézt spíše vzácně od července až do října.

## Využití
Vzhledem ke statutu ohrožené houby není houba doporučena ke konzumaci.

## Podobné druhy
V České republice se vyskytují ještě další dva druhy:
- Kotrč kadeřavý (Sparassis crispa) roste především pod borovicemi,
- Kotrč štěrbákový (Sparassis laminosa) roste pod buky a duby.

Kotrč kadeřavý je v ČR podle platné vyhlášky zařazen do seznamu hub určených pro prodej, kotrč štěrbákový je (stejně jako kotrč Němcův) ohroženým druhem.